# Phyllogomphoides brunneus
Phyllogomphoides brunneus är en trollsländeart som beskrevs av Belle 1981. Phyllogomphoides brunneus ingår i släktet Phyllogomphoides och familjen flodtrollsländor. Inga underarter finns listade i Catalogue of Life.